# Javier Fernández de Castro
Javier Fernández de Castro (Aranda de Duero, Burgos; 1942-Fontrubí, Barcelona; 10 de agosto de 2020) fue un periodista, novelista y traductor español.

## Biografía
Educado con los jesuitas de Zaragoza, fue hijo de un viajante de comercio. Se licenció en la Escuela Oficial de Periodismo y ejerció la docencia en la Universidad del País Vasco. Fue corresponsal en Londres, redactor jefe de la extinta revista El Papus y colaborador del suplemento Babelia, de El País. Algunas de sus obras se tradujeron al alemán. Fue entrevistado en el documental El Papus, anatomía de un atentado (2010), que dirigió su hijo, David Fernández de Castro.
Falleció en 2020 en Fontrubí, Barcelona.

## Obras
- Alimento del salto (Barcelona: Barral Editores, 1972)
- Así en la tierra (Barcelona: Barral Editores, 1977)
- El regreso del alba (Zaragoza: Unión Aragonesa del Libro, 1981)
- Laberinto de fango (Barcelona: Argos Vergara, 1982)
- Cuentos del señor de la lluvia (Barcelona: La Gaya Ciencia, 1983)
- Londres (Barcelona: Destino, 1986)
- La novia del capitán (Madrid: Mondadori, 1987)
- La guerra de los trofeos (Barcelona: Anagrama, 1991)
- Tiempo de beleño (Barcelona: Plaza & Janés, 1995)
- La tierra prometida (Barcelona: Lumen, 1998)
- Crónica de la mucha muerte (Barcelona: Plaza & Janés, 2000)
- Tres cuentos de otoño (Barcelona: Bruguera, 2008)
- Una casa en el desierto (Madrid: Alfaguara, 2021)[4]

## Premios
- 1981 - Premio Salduba por la novela El regreso del alba
- 1999 - Premio Ciudad de Barcelona por la novela La tierra prometida